# Великолюбінська ЗОШ
Великолюбінська ЗОШ — школа у Великому Любіні.

## Загальний опис
Працювала спершу як семирічна. У ній (до чотирьох років навчання) були паралельні класи з польською та українською мовами викладання. У п'ятих-сьомих класах навчання проводилося тільки польською мовою.
У післявоєнний період на базі цієї семирічки було відкрито середню школу, перший випуск якої відбувся в 1948 році.
Початкові класи розміщувалися тоді в приміщенні старої школи напроти церкви, а старші — у будинку, де зараз дитячий садок. Тоді у школі навчалося близько 350 учнів, а перший випуск мав лише 16 учнів.
Завдяки продуктивній праці сільської громади у колгоспі з кожним роком зростали громадські нагромадження. За рахунок цих коштів з ініціативи громади і, зокрема, голови селянської спілки Дмитра Бризіцького, який працював на цій посаді двадцять вісім років. У 1976 році у Великому Любіні побудовано середню школу на 720 учнівських місць, де директором був Береський Григорій Михайлович.
З 1987 року Великолюбінську середню школу очолював молодий директор Федір Будз.
З 2000 очолює школу Матківський Олег Юліанович.
Зараз у новій школі працюють понад п'ятдесят педагогів, серед яких є колишні її випускники.

## Відомі випускники
Великолюбінську середню школу у різні роки закінчили Володимир Голубець — доктор технічних наук, професор і завідувач кафедри Львівського лісотехнічного інституту, Іван Васюник — віце-прем'єр, кандидат економічних наук, доцент кафедри бухгалтерського обліку Львівського університету ім. І.Франка.